# Porosalmijärvet (Gällivare socken, Lappland, 748823-174266)
Porosalmijärvet är en sjö i Gällivare kommun i Lappland och ingår i Kalixälvens huvudavrinningsområde.